# Es waren Habichte in der Luft
Es waren Habichte in der Luft ist der Debütroman von Siegfried Lenz. Er erschien 1951 zuerst als Fortsetzungsroman in der Welt und im selben Jahr als Buch bei Hoffmann und Campe.

## Handlung
Die Handlung ist in Finnland kurz nach dem Ersten Weltkrieg und dem Finnischen Bürgerkrieg angesiedelt.
In einer kleinen Stadt in Karelien taucht ein Fremder namens Stenka auf. Es handelt sich um einen Lehrer, der zusammen mit vielen anderen Lehrern von der neuen Regierung gefangen genommen wurde und geflohen ist. Er findet Arbeit bei dem Blumenhändler Leo. Dessen Angestellter Erkki erkennt Stenka, da er dessen Schüler war. Er verrät ihn jedoch nicht, obwohl er sich damit selbst in Gefahr bringt. Erkkis Geliebte Manja, eine Mitarbeiterin des Bürgermeisters, ist eine Anhängerin der neuen Regierung und will Erkki überzeugen, Stenka auszuliefern.
Zudem lebt in den Wäldern nahe der Stadt der geistig verwirrte Petrucha. Er war zwölf Jahre in Russland im Arbeitsdienst. Bei seiner Rückkehr findet er bei seiner Frau ein kleines Mädchen vor – die Tochter seiner Frau und seines Bruders. Daraufhin wirft er eine Schüssel, die er als Geschenk mitgebracht hatte, gegen den Ofen und eine Scherbe trifft das Mädchen am Ohr. Petrucha verlässt seine Frau und irrt seitdem mit einer Axt durch die Gegend, um seinen Bruder zu suchen und sich zu rächen.
Aati, ein mit Leo bekannter Funktionär der neuen Regierung, will den Lehrer unbedingt fangen und außerdem eine Gruppe von Mönchen, die auf einer Insel in einem nahegelegenen See leben, von dort vertreiben. Deshalb soll Manja nachts in einem Boot zur Insel fahren – ein Mädchen bei den Mönchen soll den Vorwand zur Vertreibung bieten. Dies soll Manjas letzter Dienst für die Regierung sein, bevor sie die Arbeit aufgibt und Erkki heiratet.
Stenka flieht und kommt nachts an den See, wo Manja gerade zur Insel ablegen will. Er versteckt sich und beobachtet, wie Petrucha auf Manja zukommt und mit der Axt auf sie einschlägt und tötet. Er hatte zuvor die Narbe hinter Manjas Ohr bemerkt, die sie als Tochter seiner Frau und seines Bruders ausweist, die viele Jahre früher die Scherbe abbekommen hatte. Stenka schießt auf Petrucha mit einem von Erkki erhaltenen Revolver und erfährt von dem sterbenden Mann den Namen dessen Bruders: Es ist Matowski, der von Aati ermordete Vorbesitzer des Blumenladens, in dem Stenka arbeitete. Stenka versteckt sich bei Erkki, der ihn zunächst des Mordes an seiner Verlobten verdächtigt, ihm aber dann glaubt und ein weiteres Mal zur Flucht verhilft. Da er als Helfer des Flüchtigen selbst verfolgt wird, flieht auch er. An der nahen russischen Grenze wird Stenka auf den letzten Metern von Grenzsoldaten erschossen, Erkki wird angeschossen, kann aber fliehen.

## Rezeption
In seiner Rezension des Romans räumte Karl Korn in der Frankfurter Allgemeinen Siegfried Lenz „einen Platz unter den Hoffnungen unserer jungen erzählenden Literatur ein.“ Die Fülle von haarscharf gesehenen menschlichen Reflexen in der Handlung sei erstaunlich, die Schilderung des Terrors unsentimental, scharf und richtig.
Ulrike Sárkány berichtet rückblickend in ihrer Besprechung der Neuauflage von 2016, Kritik und Lesepublikum hätten 1951 sofort erkannt, dass diese neue Stimme wichtig für die deutschsprachige Literatur war. Die bildhafte Sprache, das zur Parabel überhöhte Geschehen und die Stimmigkeit des Gefühls sprächen auch zum heutigen Leser mit unverminderter Intensität.

## Ausgaben
- Es waren Habichte in der Luft, herausgegeben von Astrid Roffmann. Hoffmann und Campe, Hamburg 2016, ISBN 978-3-455-40591-0.
- Es waren Habichte in der Luft, Lenz, Siegfried: Werkausgabe in Einzelbänden, Bd. 1., Hoffmann und Campe, Hamburg 1996, ISBN 978-3-455-04254-2.
- Die frühen Romane. Hoffmann und Campe, Hamburg 1976, ISBN 978-3-455-04221-4 (mit Der Mann im Strom;  Brot und Spiele; Stadtgespräch).
- Kragulji so bili v zraku. Mladinska knjiga, Ljubljana 1972 (slowenisch).
- Es waren Habichte in der Luft. Deutscher Taschenbuch-Verlag, München 1969 (bis zur 22. Auflage, 1996, ISBN 978-3-423-00542-5).
- Es waren Habichte in der Luft. Hoffmann und Campe, Hamburg 1951 (bis zur 3. Auflage, 1970).